# Oleh Handej
Oleh Handej (in ucraino Олег Володимирович Гандей?; Kiev, 5 marzo 1999) è un pattinatore di short track ucraino.

## Biografia
È fratello del pattinatore di short track Volodymyr Handei, che vanta tre apparizioni ai mondiali: 2016, 2017 e 2019.
Ha iniziato a praticare lo short track nel 2009 a Kiev. In precedenza aveva provato il pattinaggio artistico.
Ha rappresentato la Ucraina ai Giochi olimpici invernali di Pechino 2022, classificandosi al 26º posto nei 500 metri. 

## Risultati

### Giochi olimpici
| Anno | Luogo   | 500 m | 1000 m | 1500 m | Staffetta | Staffetta mista |
| ---- | ------- | ----- | ------ | ------ | --------- | --------------- |
| 2022 | Pechino | 26    | —      | —      | —         | —               |

### Mondiali
| Anno | Luogo     | 500 m | 1000 m | 1500 m | Allround | Staffetta |
| ---- | --------- | ----- | ------ | ------ | -------- | --------- |
| 2018 | Montréal  | 25    | 26     | 32     | 26       | —         |
| 2019 | Sofia     | 39    | 26     | 38     | 36       | —         |
| 2021 | Dordrecht | PEN   | PEN    | 29     | 44       | —         |

### Europei
| Anno | Luogo     | 500 m | 1000 m | 1500 m | Allround | Staffetta |
| ---- | --------- | ----- | ------ | ------ | -------- | --------- |
| 2018 | Dresda    | 29    | 31     | 38     | 30       | 9         |
| 2019 | Dordrecht | 21    | 33     | PEN    | 35       | 10        |
| 2020 | Debrecen  | PEN   | 17     | 19     | 24       | 7         |
| 2021 | Danzica   | PEN   | 27     | PEN    | 44       | —         |